# Anetium citrifolium
Anetium citrifolium là một loài dương xỉ trong họ Pteridaceae. Loài này được L. Splitg. mô tả khoa học đầu tiên năm 1840.